# Народний консультативний конгрес
Наро́дний консультати́вний конгре́с Респу́бліки Індоне́зія (НКК; індонез. Majelis Permusyawaratan Rakyat Republik Indinesia, MPR-RI) — вищий законодавчий орган Індонезії. Складається з постійно діючої Ради народних представників, що фактично виконує функції парламенту країни, й Ради представників регіонів, що скликається періодично.

## Історія

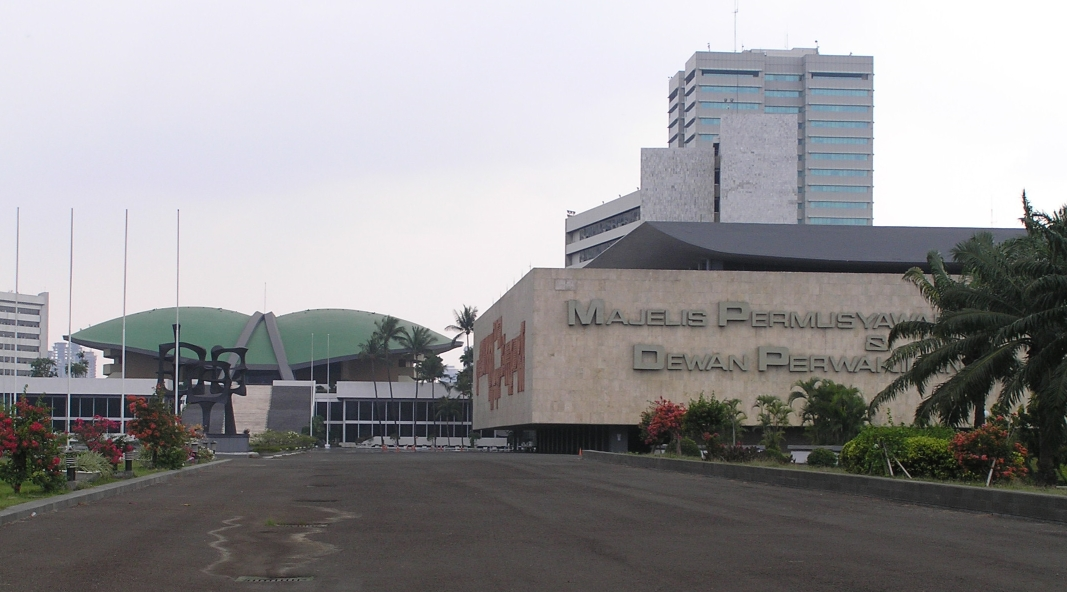
Будівля Народного консультативного конгресу

Створення НКК передбачалось статтею IV перехідних положень індонезійської конституції, прийнятої Дослідницьким комітетом з підготовки індонезійської незалежності 18 серпня 1945 року. Однак через те, що у зв'язку з надзвичайними умовами — зокрема, війни за незалежність, що почалась, — скликання всенародно обраного законодавчого органу було неможливим. 16 жовтня 1945 року відповідно до заяв віце-президента Мохаммада Хатти, його функції були передані Центральному національному комітету Індонезії, створеному незадовго до того.
27 грудня 1949 року війна за незалежність завершилась визнанням суверенітету Індонезії з боку колишньої метрополії — Нідерландів та створенням замість унітарної Республіки Індонезії федеративної Республіки Сполучених Штатів Індонезії. При цьому в РСШІ була прийнята нова конституція, що не передбачала створення НКК як законодавчого органу. 1950 року, після ліквідації РСШІ та відновлення унітарної Республіки Індонезії, була ухвалена тимчасова конституція, що також не передбачала наявності НКК.
5 липня 1959 року президент Сукарно видав указ про розпуск Установчих зборів та відновлення дії конституції 1945 року. Невдовзі за розпорядженням Сукарно був скликаний Тимчасовий народний консультативний конгрес (ТНКК), який мав виконувати функції НКК до проведення загальних виборів й відрізнявся від нього тим, що його члени були призначені президентом, а не обрані. До первинного складу ТНКК увійшли 616 членів: 257 депутатів РНП, 241 представник «функціональних груп» і 118 представників регіонів.
Перша генеральна сесія ТНКК відбулась у період від 10 листопада до 7 грудня 1960 року в Бандунгу. На ній члени Конгресу схвалили політичний маніфест Сукарно, що передбачав перехід від ліберальної демократії до нової форми правління — спрямованої демократії, а також восьмирічний план розвитку на період від 1961 до 1968 року. Друга генеральна сесія ТНКК відбулась у період від 15 до 22 травня 1963 року також у Бандунгу. Основним результатом тієї сесії стало обрання Сукарно довічним президентом Індонезії. Третя генеральна сесія ТНКК відбулась у період від 11 до 15 квітня 1965 року. Члени Конгресу знову висловили схвалення курсу Сукарно та його концепції «спрямованої демократії». Четверта генеральна сесія ТНКК проходила 20 червня–5 липня 1966 року у Джакарті. Тоді було розпочато процес поступового переходу владних повноважень від Сукарно до генерала Сухарто, який висунувся після придушення спроби державного перевороту, влаштованого офіцерами-ліваками 30 вересня 1965 року — так званого Руху 30 вересня. Фактично Сухарто вже отримав всю повноту влади після підписання 11 березня 1966 року президентського указу, відомого як Суперсемар (індонез. Supersemar; от індонез. Surat Perintah Sebelas Maret — Указ від 11 березня). Під час сесії ТНКК ухвалив 24 резолюції, що передбачали, серед іншого, позбавлення Сукарно статусу довічного президента, заборону ідеології марксизму-ленінізму, ратифікацію Суперсемара, проведення у найкоротший термін виборів до законодавчих органів, надання Сухарто повноважень на формування нового кабінету, а також прийняття поправки до конституції, відповідно до якої виконувачем обов'язків президента у разі його недієздатності ставав не віце-президент, а особа, зазначена у Суперсемарі, тобто Сухарто. Сукарно виступив на сесії з промовою, відомою під назвою «Дев'ять точок» (індонез. Nawaksara), в якій він спробував відвести від себе звинувачення у підтримці Руху 30 вересня, однак ТНКК відкинув аргументи президента й зажадав від нього надання до наступної генеральної сесії Конгресу більш докладного звіту про свої дії.
1967 року відбулась спеціальна сесія ТНКК. Найважливішим з рішень, ухвалених на тій сесії, була відставка президента Сукарно, аргументована тим, що своєю політикою президент ставить під загрозу національні інтереси, та призначення Сухарто виконувачем обов'язків президента. 1968 року відбулась ще одна спеціальна сесія ТНКК, що обрала виконувача обов'язків президента Сухарто повноправним президентом Індонезії на п'ятирічний термін. Окрім того, на сесії було схвалено п'ятирічний план економічного розвитку та прийнято рішення про проведення виборів до законодавчих органів 1971 року.
Після проведення парламентських виборов 1971 року ТНКК, призначений президентом, передав свої повноваження постійному НКК, сформованому за результатами виборів. 1973 року НКК провів свою першу генеральну сесію в якості обраного законодавчого органу. У новому складі НКК було 920 депутатів. В результаті реорганізації партійної системи 1974 року, що призвела до зменшення числа легальних політичних організацій до трьох (дві партії та проурядовий блок Голкар), всі члени НКК стали членами п'яти фракцій — Голкар, Партії єдності та розвитку (ПЄР), Демократичної партії Індонезії (ДПІ), збройних сил і представників регіонів. На сесії Сухарто виступив перед НКК з посланням, в якому відзвітував за п'ять років своєї роботи на президентському посту. Окрім того, під час сесії було ухвалено низку законодавчих актів, що уточнювали процедуру обрання президента й віце-президента, а також відносини між НКК, РНП та Верховною консультативною радою. Сухарто був переобраний на пост президента, віце-президентом був обраний султан Джок'якарти Хаменгкубувоно IX.
Генеральна сесія НКК, що відбулась 1978 року, постановила включити Східний Тимор до складу Індонезії в якості провінції, а також установила Панча Силу в якості державної ідеології. Сухарто був переобраний на президентський пост; віце-президентом був обраний Адам Малік — після відмови Хаменгкубувоно IX повторно зайняти той пост через хворобу. Під час сесії стався конфлікт між Сухарто й депутатами від мусульманської партії ПЄР, спричинений суперечливими висловлюваннями президента щодо релігії.
На генеральній сесії 1983 року були прийняті законодавчі акти, що уточнювали процедуру проведення референдумів в Індонезії. Сухарто був знову переобраний на пост президента; віце-президентом був обраний Умар Вірахадікусума. На генеральній сесії 1988 року відбулись чергові вибори президента й віце-президента. Кандидатура Судармоно на віце-президентський пост, запропонована Сухарто, не була підтримана всім складом НКК. ПЄР висунула альтернативного кандидата у віце-президенти — свого лідера Джаєлані Наро. Однак Сухарто вдалось умовити Наро зняти свою кандидатуру, в результаті чого віце-президентом, як єдиний кандидат, був обраний Судармоно. НКК, що збирався на сесії 1988 року, включав, окрім традиційних п'яти фракцій, шосту — фракцію «функціональних груп». На генеральній сесії 1993 року Сухарто був ушосте переобраний на президентський пост. Віце-президентом був обраний колишній головнокомандувач Збройних сил Трі Сутрісно. Число членів НКК було збільшено до 1000. Генеральна сесія 1998 року пройшла за умов економічної кризи та масових антиурядових виступів. Сухарто був знову переобраний на президентський пост. Віце-президентом був обраний Бухаруддин Юсуф Хабібі. Окрім того, рішення НКК президенту було надано надзвичайні повноваження на кризовий період.
Після відставки Сухарто з посади президента, що сталась 21 травня 1998 року, НКК був зібраний на спеціальну сесію. На ній було скасовано рішення попередньої сесії щодо надання надзвичайних повноважень президенту, а також ухвалено рішення про проведення 1999 року позачергових парламентських виборів. За Панча Силою було залишено статус державної ідеології, проте НКК підкреслив неприпустимість використання Панча Сили з метою узурпації влади. У зв'язку з тим, що зібраний на сесію склад НКК був обраний за часів правління Сухарто, депутати здебільшого займали досить консервативні позиції й не підтримували ідею проведення в Індонезії кардинальних перетворень.
1999 року, після проведення парламентських виборів, НКК зібрався на першу після відставки Сухарто й останню у своїй історії генеральну сесію. У новому складі НКК було 700 членів: 500 депутатів РНП, 135 представників регіонів, а також 65 представників «функціональних груп». Серед основних рішень, ухвалених на тій сесії, слід назвати рішення про проведення у Східному Тиморі референдуму щодо незалежності, а також ініціювання процесу внесення поправок до конституції, що мали значно обмежити владу президента. Було змінено регламент самого НКК: було встановлено, що замість генеральних сесій, що періодично скликались, НКК мав скликатись на щорічні сесії, на яких мали заслуховуватись послання від президента, РНП, Державного аудиторського агентства, Верховної консультативної ради й Верховного суду, а також надавати переліченим органам рекомендацій з подальшої роботи. Вперше за 30 років НКК визнав незадовільним звіт президента Хабібі про виконану роботу. На сесії були проведені нові вибори президента й віце-президента, на яких, вперше за всю історію НКК, брали участь більше одного кандидата. Президентом був обраний Абдуррахман Вахід, віце-президентом — Мегаваті Сукарнопутрі.
Основним рішенням щорічної НКК 2000 року стало виділення поліції, що входила до складу збройних сил, в окрему структуру. Також на сесії були прийняті резолюції про важливість збереження національної єдності й, одночасно, про деякі розширення повноважень провінційних органів влади.
Спеціальна сесія НКК 2001 року ухвалила рішення про імпічмент президента Абдуррахмана Вахіда та передачу президентських повноважень до віце-президента Мегаваті Сукарнопутрі. Новим віце-президентом був обраний Хамза Хаз.
Щорічна сесія НКК 2002 року внесла низку поправок до конституції, що змінили процедуру виборів президента — відтоді глава держави мав обиратись всенародним голосуванням, а також скасували Верховну консультативну раду. Окрім того, були прийняті рішення про обов'язкове виділення не менше 20 % національного бюджету на освіту та про утворення від 2003 року Конституційного суду. Щорічна сесія НКК 2003 року ухвалила новий регламент НКК, що набрав чинності після всенародних виборів президента наступного року. Відповідно до нового регламенту, повноваження НКК були дещо скорочені на користь РНП, Верховного суду й Конституційного суду. За НКК залишалось право оголосити президенту імпічмент, а також право обрати президента й віце-президента у разі, якщо обидві посади виявляться вакантними.